# Jean-Joseph Christophe

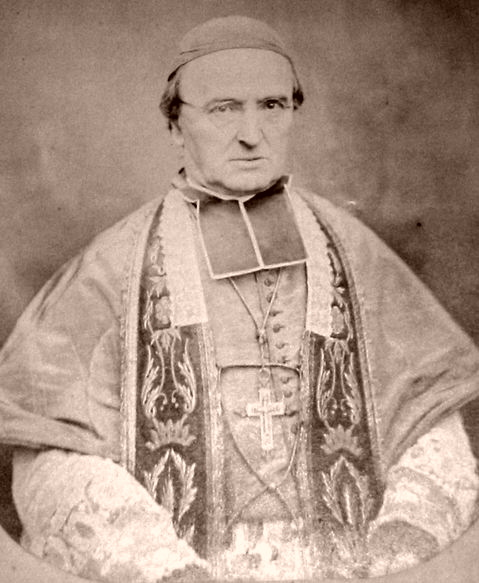
Jean-Joseph Christophe als Bischof von Soissons

Jean-Joseph Christophe (* 16. April 1803 in Rochesson; † 10. August 1863 in Soissons) war ein französischer römisch-katholischer Geistlicher und Bischof von Soissons.

## Leben
Die Priesterweihe empfing Jean-Joseph Christophe am 8. Juni 1827. Danach war er bis 1832 Vikar in Plombières-les-Bains, später Pfarrer in Gerbépal. Im Jahr 1838 wurde er zum Almosenier des französischen Botschafters in Rom ernannt, nach seiner Rückkehr 1841 nahm er in Paris dieselbe Funktion am Hôpital Saint-Louis sowie am Hôpital de la Salpêtrière wahr. Er war maßgeblich an der Neugründung der Pfarreien Saint-Marcel de la Maison Blanche (1848) und Saint-Bernard de la Chapelle (1851) beteiligt.
Kaiser Napoleon III. ernannte ihn am 11. Dezember 1860 zum Bischof von Soissons, die päpstliche Bestätigung erfolgte am 18. März 1861. Die Bischofsweihe spendete ihm am 5. Mai 1861 in der Kathedrale von Reims der Erzbischof von Reims Thomas Kardinal Gousset; Mitkonsekratoren waren Joseph-Armand Gignoux, Bischof von Beauvais, und Louis-Marie-Joseph-Eusèbe Caverot, Bischof von Saint-Dié. Jean-Joseph Christophe war Offizier der Ehrenlegion.
Er starb plötzlich während einer kirchlichen Zusammenkunft.